# Запутанные сказки о коте Феликсе
«Запутанные сказки о коте Феликсе» (англ. The Twisted Tales of Felix the Cat) — американский анимационный телесериал производства Film Roman. Сериал впервые вышел в эфир 16 сентября 1995 года на CBS в субботу утром и длился два сезона, последний эпизод вышел в эфир 12 апреля 1997 года. Первый сезон состоит из 13 эпизодов, а второй и последний сезон состоит из 8 эпизодов.
Это второй телесериал с участием кота Феликса; первым был сериал 1958—1960 годов «Кот Феликс».

## История
Шоу было современной версией оригинального сериала 1958—1960 годов, созданного бывшим помощником Отто Мессмера Джо Ориоло. Его сын Дон Ориоло также принимал участие в создании этого сериала.
Во многих отношениях шоу возвращается к эпохе немого кино короткометражек с сюрреалистическими декорациями и необычными изображениями персонажей. Феликс также больше похож на свою изначальную озорную взрослую форму, чем на юное и невинное изображение из короткометражек Van Beuren 1936 года, телесериала 1959 года и фильма «Феликс-кот: Фильм». Однако в нем есть некоторые элементы из сериала 1950-х годов, такие как «Волшебная сумка хитростей» Феликса и персонажи: Пойндекстер, Мастер Цилиндр, Профессор и Рок Боттом (хотя последние двое на самом деле являются пародиями на оригинальных персонажей, их имена — Безумный Доктор и Свинцовая Фанни соответственно). В сериале был художественный стиль, вдохновленный студией Fleischer Studios.
В сериале снялся Том Эдкокс-Эрнандес, озвучивший кота Феликса, но поскольку голос Эдкокса-Эрнандеса, по-видимому, был временной ролью, пока продюсеры искали более подходящего актера к первому сезону, во втором сезоне его заменил Чарли Адлер. Продюсерами мультфильма выступили Фил Роман и Тимоти Берглунд, и он считается одним из самых дорогих мультфильмов, когда-либо созданных Film Roman. Мартин Олсон и Джереми Крамер, два комедийных писателя, известные тем, что выходят за рамки причудливого, написали как наброски, так и сценарии для сериала. Главную тему написал Дон Ориоло, а музыкальное сопровождение и заключительную тему сочинил и исполнил оркестр Club Foot.

## Персонажи
- Кот Феликс: Главный герой и звезда шоу. Он переживает множество приключений со своим волшебным мешком трюков, который часто помогает в опасных обстоятельствах. В отличие от своего оригинального аналога, он показан как кот-подросток с милым характером (озвучен Томом Эдкоксом-Эрнандесом в первом сезоне и Чарли Адлером во втором сезоне).

### Союзники
- Роско (озвучивает Фил Хейз) — туповатый лучший друг Феликса.
- Кэнди Китти (озвучивает Дженнифер Хейл) — старшая сестра Роско и возлюбленная Феликса.
- Шеба Бебопореба (озвучивает Кри Саммер) — подруга Феликса.
- Шеймус Т. Голдкроу (озвучивает Тони Поуп) — антропоморфная ворона.
- Мышь Скидду (озвучивает Сьюзан Сило) — один из друзей Феликса.
- Бермудский треугольник: антропоморфная версия одноименного места. Он сеет хаос из-за своей глупости. Он вызывал всевозможный хаос в Нью-Йорке, пока не влюбился в Таймс-сквер. В итоге они поженились.
- Настасья Слинки (озвучивает Джейн Сингер) — актриса, которой Феликс одержим. Однако она никогда не отвечает ему взаимностью. На самом деле она ненавидит Феликса и не хочет иметь с ним ничего общего, не проявляя к нему ни малейшего знака привязанности.
- Пойндекстер (озвучивает Кэм Кларк): Он занудный молодой племянник Профессора и другой лучший друг Феликса. Он изображён как стереотипный ученый; он очень умен и всегда носит толстые очки, лабораторный халат и академическую шапочку. Кнопка на груди его лабораторного халата служит для управления любым устройством, которое требуется по сюжету. Несмотря на то, что Профессор — его дядя, он также является одним из лучших друзей Феликса. Всякий раз, когда он разговаривает с Феликсом, он называет его «мистер Феликс».
- Ангел-хранитель (озвучивает Джефф Беннетт).

### Злодеи
- Утка по-пекински (озвучивает Тони Джей) — антагонист.
- Му Шу и Уан-Тон (озвучивают Кевин Шон и Джим Каммингс) — приспешник Утки по-пекински.
- Король грязи.
- Фуфу Гош (озвучивает Брэд Гарретт) — опальный модельер, который пытается отомстить городу, заменив одежду всех на свои безвкусные костюмы рыб.
- Оскар (озвучивает Джеффри Тэмбор) — второстепенный злодей, который появился только в эпизоде «Фальшивый Феликс», выступая в роли одного из самых жалких врагов, с которыми когда-либо сталкивался Феликс. Желающий стать звездой мультфильмов, который терпел неудачи на каждом шагу, Оскар стремился подняться на вершину славы, похитив собственный мультфильм Феликса, несмотря на то, что был болезненно очевидным подражателем.
- Фаззи Банни (озвучивает Роб Полсен) — милый игрушечный кролик, которому удается заменить собственное шоу Феликса и стать общенациональной сенсацией благодаря своей милашке. Однако на самом деле он на самом деле ужасный бандит в костюме кролика.
- Фрогги и Фуззимен (озвучивает Джефф Беннетт) — приспешник Фаззи Банни.
- Сделать ставку на миллиард (озвучивает Даран Норрис) — красноречивый и высокомерный азартный игрок-плейбой.
- Капитан Герман (озвучивает Том Кенни).
- Безумный Доктор (озвучивает Пэт Фрейли): он пародия на Профессора из сериала «Кот Феликс» 1958-60 годов.
- Лидфанни (озвучивает Билли Уэст): Он пародия на Рока Боттома из сериала «Кот Феликс» 1958-60 годов. Он стереотипно гей-собака, чей голос является имитацией голоса актера Харви Фирштейна. Лидфанни — помощница Безумного Доктора.
- Лидер чёрных кошек (озвучивает Грег Берсон).
- Привратник чёрных кошек (озвучивает Дэн Кастелланета) — приспешник Лидера Черных Кошек.

## Роли озвучивали
- Том Эдкокс-Эрнандес — кот Феликс (1 сезон)
- Чарли Адлер — кот Феликс (2 сезон), дополнительные голоса
- Джефф Беннетт — Фрогги, Фуззимен, дополнительные голоса
- Мэри Кей Бергман — Русалка, дополнительные голоса[4]
- Грег Берсон — лидер чёрных кошек, дополнительные голоса[5]
- Дэн Кастелланета — привратник чёрных кошек, дополнительные голоса[5]
- Кэм Кларк — Пойндекстер, дополнительные голоса
- Таунсенд Коулман — дополнительные голоса
- Джим Каммингс — Уан-Тон, дополнительные голоса
- Дженнифер Дарлинг — дополнительные голоса
- Деби Дерриберри — дополнительные голоса
- Джинни Элиас — дополнительные голоса
- Патрик Фрейли — Безумный Доктор, дополнительные голоса
- Брэд Гарретт — Фуфу Гош, дополнительные голоса
- Майкл Гоф — дополнительные голоса
- Дженнифер Хейл — Кэнди Китти, дополнительные голоса
- Джесс Харнелл — Паттис, Билдинг, дополнительные голоса[5]
- Фил Хейс — Роско, дополнительные голоса
- Тони Джей — ктка по-пекински, дополнительные голоса
- Том Кейн — диктор Birthdayland, дополнительные голоса[5]
- Том Кенни — капитан Герман, дополнительные голоса
- Морис Ламарш — дополнительные голоса
- Мистер Лоуренс — дополнительные голоса
- Пэт Мусик — женщина-клиент, дополнительные голоса[5]
- Гэри Оуэнс — диктор радио, дополнительные голоса[5]
- Роб Полсен — Фаззи Банни, дополнительные голоса
- Патрик Пинни — дополнительные голоса
- Тони Поуп — Шеймус Т. Голдкроу, дополнительные голоса
- Роджер Роуз — дополнительные голоса
- Кевин Шон — Му Шу, дополнительные голоса
- Роджер Скотт — дополнительные голоса
- Сьюзен Сило — Мышь Скидду, дополнительные голоса
- Джейн Сингер — Настасия Слинки
- Кри Саммер — Шеба Бебопореба, дополнительные голоса
- Джеффри Тэмбор — Оскар
- Фрэнк Уэлкер — дополнительные голоса
- Билли Уэст — Лидфанни, дополнительные голоса

### Съёмочная группа
- Сьюзан Блю — режиссер озвучивания (сезон 1, эп. 18, эп. 19, эп. 20)
- Марк Эванье — редактор сюжета (сезон 2), режиссер озвучивания (эп. 14, эп. 15)
- Крейг Келлман — рродюсер (сезон 2), режиссер озвучивания (эп. 16, эп. 17, эп. 21)

## Домашние видео
Некоторые эпизоды были выпущены на VHS и DVD компанией BMG Video в Северной Америке, а несколько выпусков эпизодов на DVD были доступны в Гонконге под названием «The Twisted Tales of Felix the Cat II». 3-DVD-бокс-сет всего сериала был выпущен 26 апреля 2013 года исключительно в Германии, содержащий 21 эпизод или 58 отдельных сегментов, этот релиз стал первой полной коллекцией с английским саундтреком. С 2020 года сериал доступен для потоковой передачи на потоковом сервисе NBCUniversal, Peacock.

## Трансляция
Cериал впервые вышел в эфир 16 сентября 1995 года на канале CBS и длился два сезона, последний эпизод вышел в эфир 12 апреля 1997 года. Первый сезон состоит из 13 эпизодов, а второй и последний сезон состоит из 8 эпизодов. Также есть дублированные на испанском языке эпизоды сериала, которые транслировались по субботам и воскресеньям утром на канале Telefutura в 2003 году.